# Cyclanthera brachystachya
Cyclanthera brachystachya là một loài thực vật có hoa trong họ Cucurbitaceae. Loài này được (DC.) Cogn. mô tả khoa học đầu tiên năm 1878.

## Hình ảnh

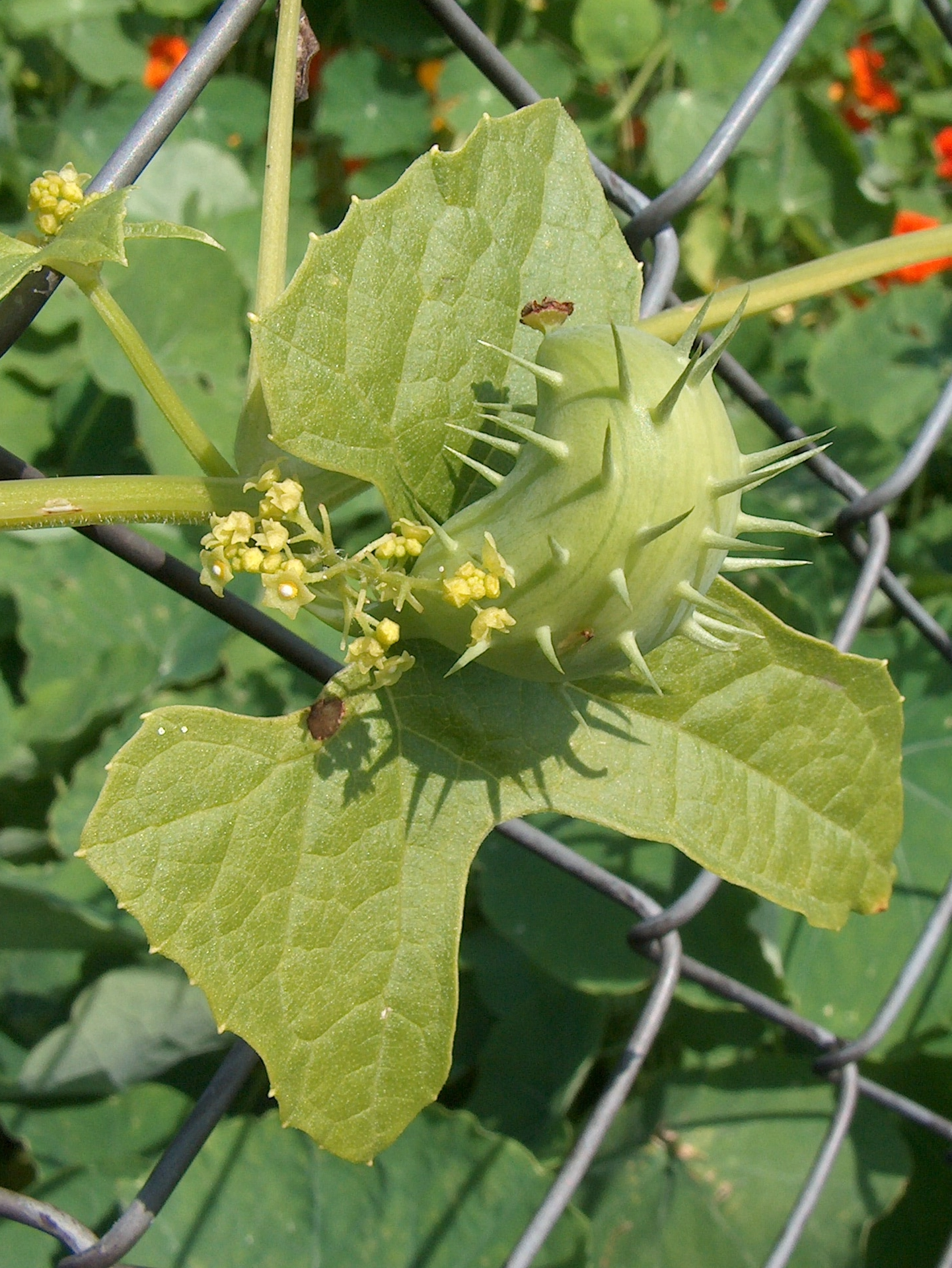
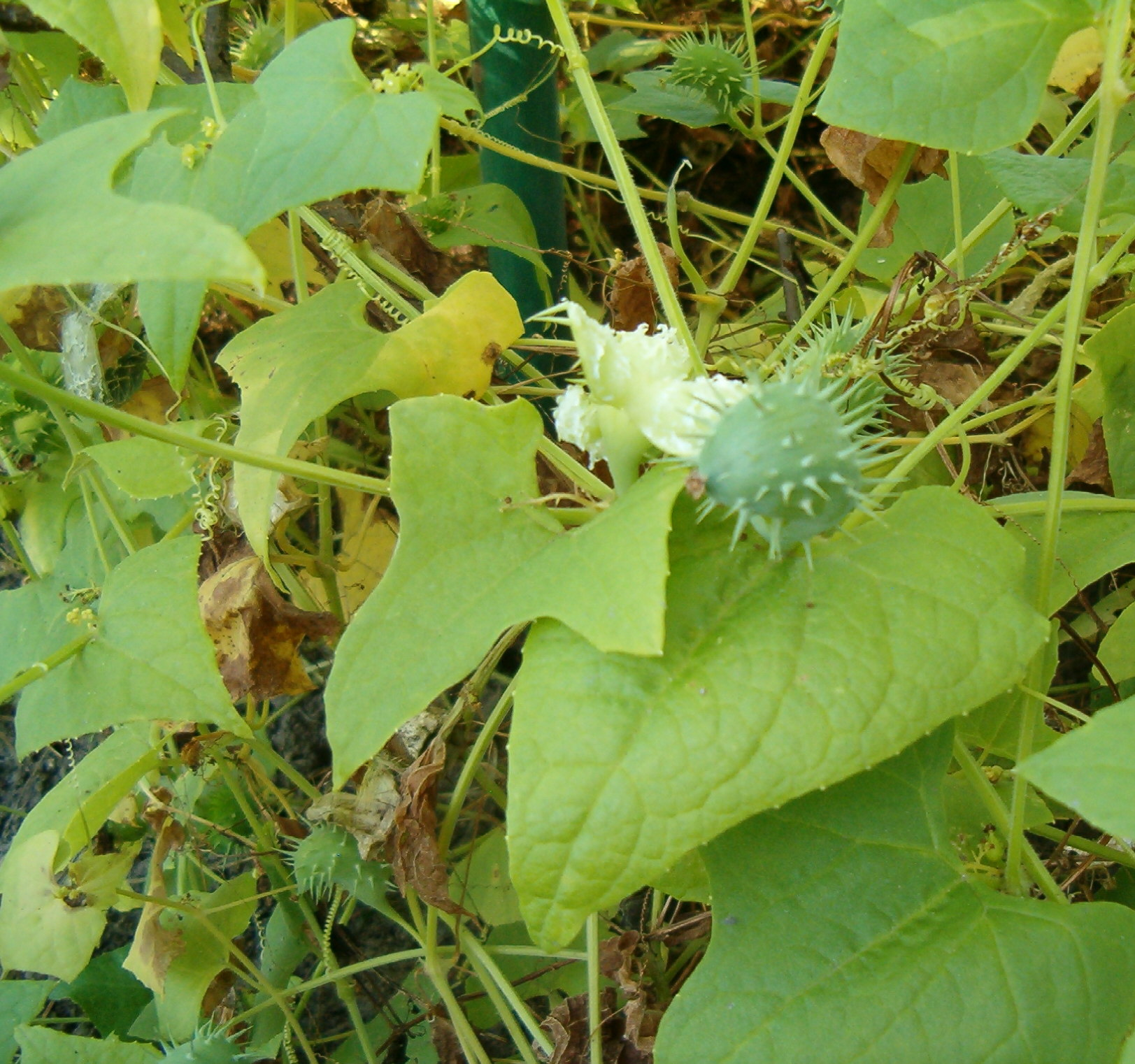
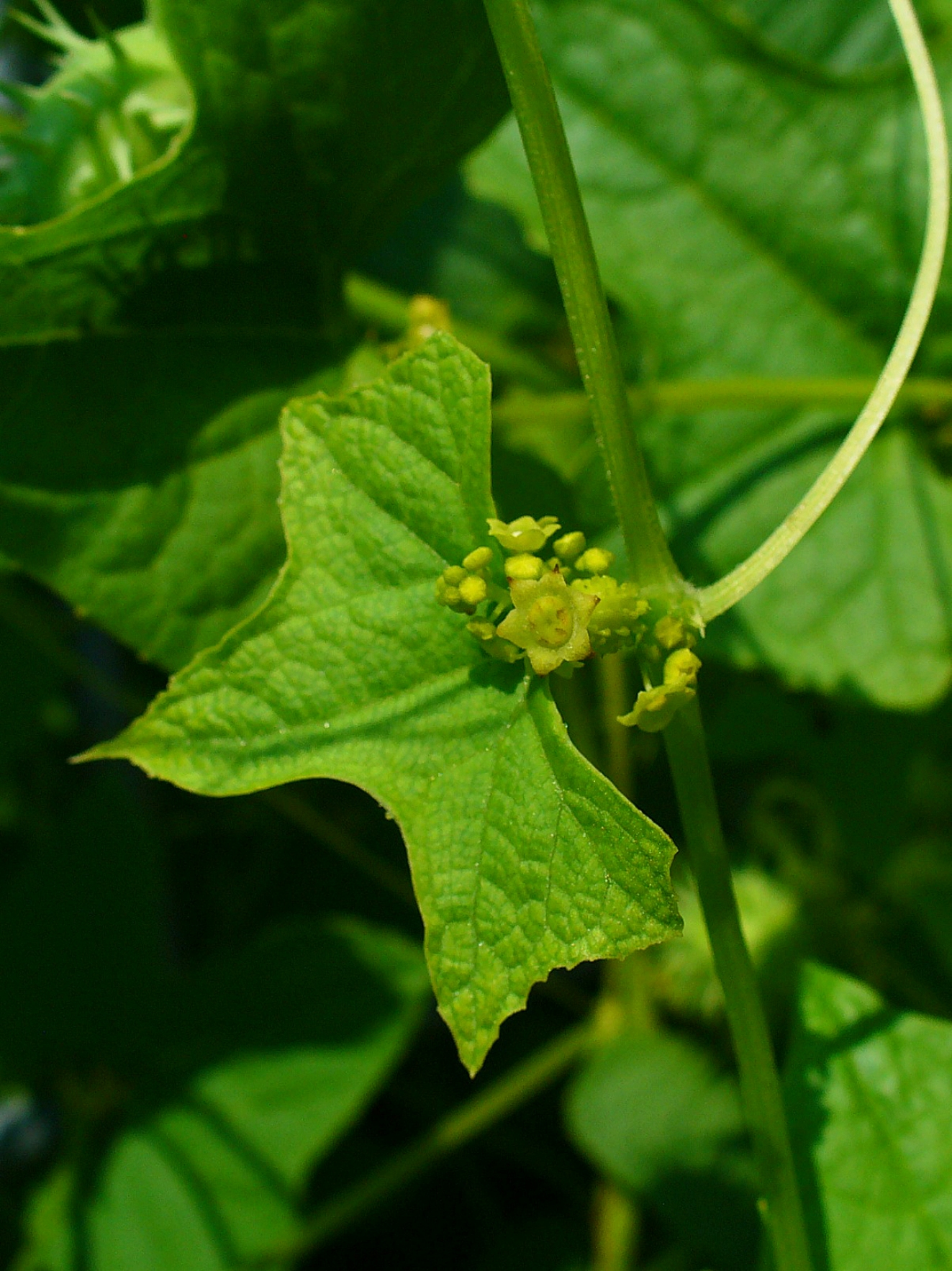
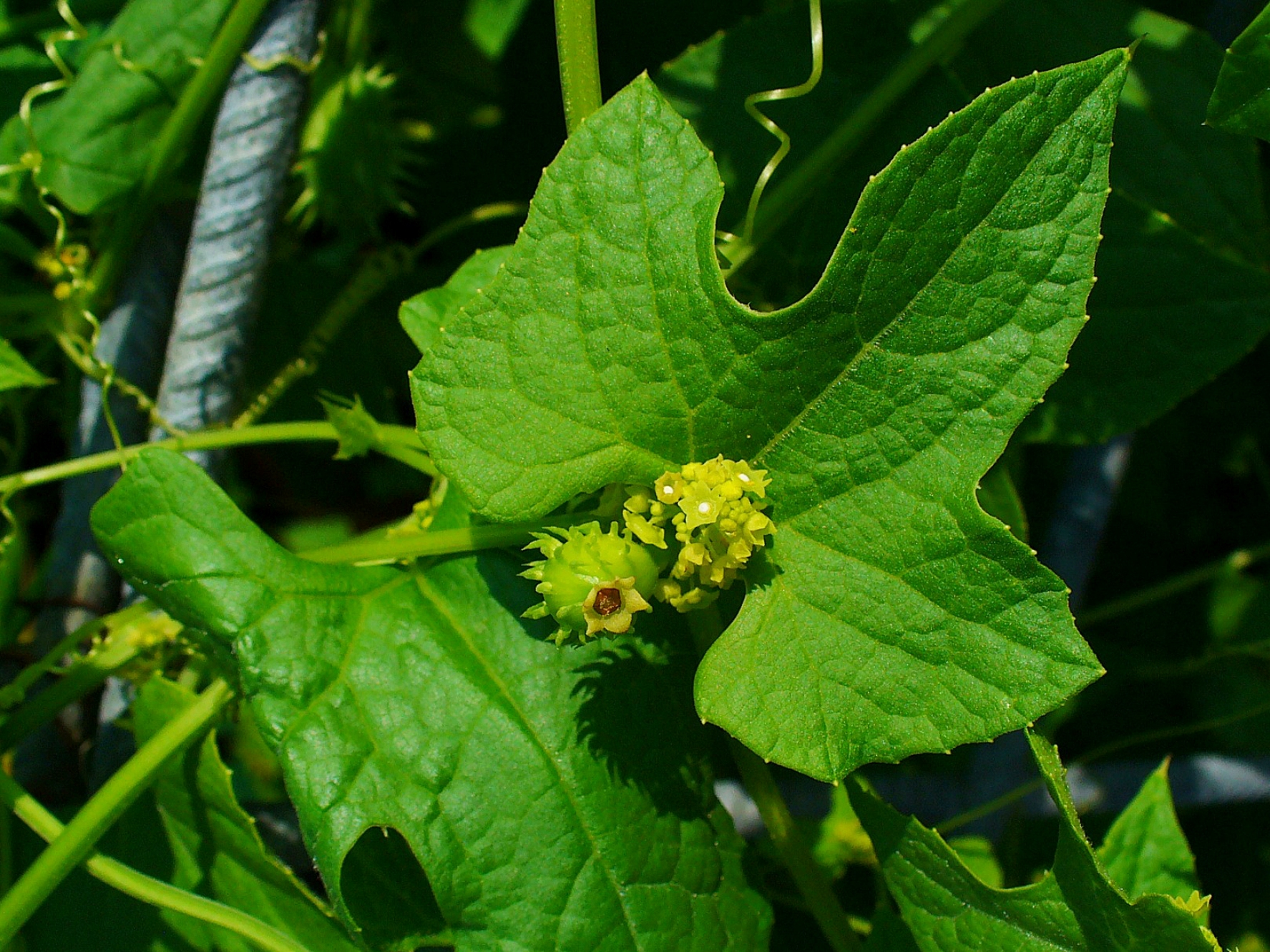